# Megumi Fushiguro
Megumi Fushiguro (伏黒 恵?, Fushiguro Megumi) è un personaggio immaginario della serie manga Jujutsu kaisen - Sorcery Fight, creata da Gege Akutami. È uno studente del primo anno della Scuola di arti occulte di Tokyo, un'accademia per diventare stregoni e sviluppare tecniche maledette per combattere contro gli spiriti maledetti, esseri che si manifestano dall'energia maledetta generata dalle emozioni negative degli esseri umani. È un discendente della famiglia Zenin, uno dei clan più importanti che dominano il mondo della stregoneria.
Nell'adattamento anime di Jujutsu kaisen, è doppiato da Yuma Uchida in giapponese e da Cristiano Paglionico in italiano. Il personaggio ha ricevuto elogi, in particolare per la sua dinamica con Yuji e per l'animazione delle sue scene di combattimento nell’anime.

## Creazione e concezione
Secondo Akutami, Megumi è stato progettato per essere un complemento a Itadori e Nobara Kugisaki. È stato scritto come un personaggio più perspicace rispetto a entrambi, a causa della sua maggiore propensione al pensiero negativo e della scarsa fiducia negli altri. Akutami ha anche affermato che si tratta di un personaggio "piuttosto deprimente" rispetto a Itadori, e che è stato creato per preoccuparsi meno del destino degli estranei, a differenza di Itadori, e più della morte degli animali.
Akutami ha prestato particolare attenzione a differenziare il design di Megumi da quello di Itadori, nonostante i due siano, per certi versi, simili. Il nome Megumi, tipicamente femminile e con il significato di "benedizione" o "grazia", è stato scelto per rappresentare la forza del personaggio nonostante la sua "strana disposizione", anche se viene generalmente chiamato per cognome.
Megumi è stato scritto per rappresentare un contrasto più cupo rispetto agli altri personaggi della serie, e la sua risata squilibrata durante il combattimento con una maledizione che portava un dito di Sukuna è stata pensata per esprimere la sua mancanza di gioia esteriore. Il doppiatore giapponese Yuma Uchida ha descritto Megumi come "opprimente ma freddo durante i combattimenti". mentre in italiano è doppiato da Cristiano Paglionico che ha rivelato che Megumi rappresenta il suo primo ruolo da protagonista in un anime. Ha espresso sorpresa per questa opportunità, affermando che non avrebbe mai immaginato di doppiare Megumi quando la serie è iniziata in Giappone. Inoltre, ha menzionato di essersi ritrovato nel personaggio in un preciso momento del ventitreesimo episodio della serie.

## Biografia del personaggio
Megumi nasce nel clan Zenin ma rimane orfano dei genitori, venendo cresciuto dalla sorellastra Tsumiki, che considera una fonte di ispirazione. Viene notato da Satoru Gojo già durante la scuola elementare, poiché il potente stregone rimane impressionato dal suo enorme potenziale, soprattutto considerando di aver ucciso in passato suo padre, Toji Fushiguro.
Dopo un po’ di tempo, Megumi fa la conoscenza di Yuji Itadori, dopo aver scoperto che quest’ultimo ha trovato una delle dita di Sukuna. Dopo che Yuji ingerisce il dito, viene trasferito alla Scuola di Arti Occulte di Tokyo, dove diventa compagno di classe di Megumi sotto la tutela di Gojo. Megumi assiste all’arrivo di Nobara Kugisaki a Tokyo, e stringe con lei e Yuji un’amicizia inizialmente riluttante. Durante uno scontro con un “Grembo Maledetto” in una struttura di detenzione, assiste alla morte di Yuji per mano di Sukuna, che gli strappa il cuore. Sukuna mostra un particolare interesse verso Megumi, attratto dal suo potenziale e dalla sua determinazione.
Durante l'evento di scambio tra le scuole di arti occulte di Tokyo e Kyoto, Megumi è pesantemente coinvolto nei combattimenti, ma viene infine escluso a causa delle ferite riportate. Successivamente, durante una missione con Nobara e Yuji per indagare su sugli uteri maledetti, combatte uno spirito maledetto portatore di un dito di Sukuna e riesce a sconfiggerlo dopo aver lasciato libero sfogo alle sue emozioni, cadendo esausto subito dopo.
Viene poi inviato a Shibuya insieme a molti altri stregoni per contrastare l’attacco di Mahito e degli spiriti maledetti. Durante lo scontro, Ogami, una stregona, evoca Toji dalla morte. Megumi e Yuji sconfiggono Jiro Awasaka, e Megumi si ritrova faccia a faccia con Toji, suo padre, senza rendersi conto della sua identità. Dopo aver combattuto insieme contro lo Spirito Maledetto Dagon, Toji si suicida. Più tardi, Sukuna salva Megumi da Mahoraga, il più potente degli shikigami. Intanto, Tsumiki si risveglia dal coma indotto da uno spirito maledetto ed è costretta a partecipare al Gioco di Abbattimento tra gli utilizzatori di maledizioni in Giappone.
Megumi diventa inavvertitamente il capo del clan Zenin dopo la morte del precedente leader. Partecipa al Gioco di Abbattimento insieme a Yuji, ma i due vengono separati all’inizio della competizione. Durante il gioco combattono contro altri utilizzatori di maledizioni, formano alleanze e cercano di sconfiggere Kenjaku, il potente stregone dietro la distruzione in atto. Dopo aver scoperto che Tsumiki era stata posseduta da Yorozu, uno stregone dell'era Heian, Sukuna coglie l'occasione e prende possesso del corpo di Megumi. Successivamente immerge il corpo del ragazzo in un concentrato di energia malefica per indebolire la sua anima che ancora gli si opponeva. Sukuna decide infine di uccidere Yorozu, che occupa il corpo della sorella di Megumi, al fine di affondare completamente l'anima del ragazzo, trasformandolo nell'assassino di sua sorella. Sebbene Yorozu combatta al limite delle sue abilità, il Re delle Maledizioni utilizza solamente la tecnica di Megumi ad un livello del tutto superiore rispetto allo studente e riesce a uccidere Yorozu, così come ciò che rimaneva Tsumiki.
Durante il combattimento tra Sukuna e gli studenti rimasti vivi, Yuji riesce a contattarlo infrangendo la barriera che separa l'anima di Megumi dal suo corpo, ma scopre che Megumi ha ormai perso ogni voglia di vivere. Dopo una dura battaglia, Megumi cerca infine di aiutare Yuji intralciando Sukuna facendolo precipitare parzialmente nell'ombra per ostacolare il suo corpo a corpo. Alla fine, quando Yuji riesce a separare Megumi da Sukuna, questi cerca di convincerlo a lasciargli il possesso del suo corpo, ma Megumi sceglie di provare a vivere nuovamente e si separa definitivamente da Sukuna. Giorni dopo, Megumi si risveglia e legge da una lettera lasciatagli da Gojo che suo padre è morto per mano dello stesso Satoru, al che Megumi ride.

### Poteri e abilità
Megumi è altamente abile nel combattimento corpo a corpo, nell’uso delle armi e nell’applicazione delle tecniche maledette. La sua tecnica principale è la Tecnica delle Dieci Ombre, ereditata dalla famiglia Zenin, che gli consente di evocare dalla sua ombra spiriti maledetti alleati per combattere contro qualsiasi minaccia. I suoi shikigami sono animali utilizzati in combattimento, tra cui i Cani Divini (dotati di un olfatto eccezionale per percepire le maledizioni), Nue (una creatura simile a un gufo in grado di generare elettricità a contatto o di trasportare le persone in volo), delle rane, un elefante, un serpente gigante, uno sciame di conigli, un grande cervo e un bue. Grazie a questa tecnica, Megumi può inoltre usare la sua stessa ombra come spazio nascondere se stesso o oggetti.
La sua Espansione del Dominio, chiamata Chimera Shadow Garden, è una potente tecnica che crea un’area immersa in un liquido oscuro, permettendogli di evocare e moltiplicare gli shikigami con maggiore facilità, sfruttando le loro abilità per sopraffare i nemici.
Quando uno shikigami delle Dieci Ombre viene completamente distrutto, non può essere più evocato; tuttavia, il suo potere viene trasferito agli altri, rafforzandoli. Questo accade, ad esempio, quando il Cane Divino bianco viene ucciso da uno spirito maledetto di grado speciale nel capitolo 6: il suo gemello nero eredita il suo potere, trasformandosi in un grande lupo mannaro bicolore.

## Accoglienza
Rebecca Silverman di Anime News Network ha affermato che Megumi è stato il personaggio meno interessante tra i protagonisti nei primi capitoli del manga. Tuttavia, la sua popolarità è cresciuta con il tempo, specialmente grazie alla sua battaglia contro una Maledizione di Grado Speciale, classificata come la terza miglior scena di combattimento anime del 2021 da Crunchyroll.
In una recensione dell’episodio 23 dell’anime, L'origine della cieca obbedienza — 2, Charles Hartford ha elogiato la profondità del personaggio, dichiarando: «Mentre viene spinto al suo limite, lo vediamo scavare più a fondo nei suoi poteri di quanto sia stato mostrato in precedenza», aggiungendo che «il risultato di ciò è una dimostrazione di potere che serve ad elevare Megumi nel pantheon degli stregoni Jujutsu e offre a MAPPA un’eccellente opportunità per sfoggiare la propria magia visiva».
Olive St. Sauver ha paragonato l’amicizia tra Megumi e Yuji a quella di Asta e Yuno in Black Clover, notando come «si prendano cura l’uno dell’altro e siano entusiasti dei successi reciproci… Il desiderio di superarsi nasce da una competizione sana, non dall’invidia». David Eckstein-Schoemann, in una recensione per The Spinnaker, ha apprezzato la dinamica tra i due personaggi, affermando: «Mi piace vedere Yuji che lavora su Megumi… Ogni personaggio ha un design distinto, un modo di combattere unico e una personalità che lascia il segno ogni volta che appare».
Nonostante i consensi iniziali, il personaggio ha ricevuto critiche negative nella parte del manga successiva ai Culling Games. Questo è dovuto principalmente al fatto che Megumi diventa il nuovo vascello di Sukuna, che prende possesso del suo corpo e lo rimuove di fatto dalla storia. Sebbene Yuji cerchi disperatamente di salvarlo, il rifiuto interiore di Megumi verso ciò che Sukuna ha fatto con il suo corpo ha portato parte del pubblico a ritenere che il suo arco narrativo sia stato sprecato, nonostante l’enorme potenziale del personaggio.
Nel maggio 2022, il mangaka Kenta Shinohara ha realizzato un’illustrazione tributo a Megumi, insieme a Yuji e Yuta, celebrando il loro ruolo nella serie.